# Horace Lamb
Sir Horace Lamb (Stockport, 29 november 1849 - 4 december 1934) was een Brits toegepast wiskundige en auteur van verschillende teksten over klassieke natuurkunde.
In 1883 publiceerde Lamb een paper genaamd "On Electrical Motions in a Spherical Conductor" in het tijdschrift Philosophical Transactions, waarin hij de wetten van Maxwell toepast op het probleem van het oscillerende stroomverloop in bolvormige geleiders, een vroege behandeling van wat later bekend zou worden als het skineffect. Lamb is ook bekend om de beschrijving van de speciale geluidsgolven in dunne lagen vaste stof. Nu heten deze golven Lamb waves. In 1885 werd Lamb hoogleraar aan de Victoria University of Manchester, wat hij 35 jaar bleef.

## Academisch leven
Lamb studeerde aan de Stockport Grammar School, de Universiteit van Manchester en het Trinity College van de Universiteit van Cambridge.  Daar kreeg hij les van onder meer James Clerk Maxwell en George Gabriel Stokes. In 1875 werd Lamb benoemd tot hoogleraar wiskunde in de toen net opgerichte Universiteit van Adelaide. Daar gaf hij tevens lezingen voor een breder publiek.
Lamb werd verkozen tot Fellow of the Royal Society in 1884, werd daar twee keer vicevoorzitter van en ontving in 1902 hun Royal Medal. De Copley Medal ontving hij in 1923. Lamb was voorzitter van de London Mathematical Society (1902-1904), van de Manchester Literary and Philosophical Society en van de British Association (1925). In 1931 werd hij geridderd.
Lamb trouwde in 1875 met Elizabeth Foot met wie hij vier zoons en drie dochters kreeg.